# Elaphoglossum tamandarei
Elaphoglossum tamandarei är en träjonväxtart som beskrevs av Alexander Curt Brade. Elaphoglossum tamandarei ingår i släktet Elaphoglossum och familjen Dryopteridaceae. Inga underarter finns listade.